# Freddy Martín
Freddy Jesús Martín Mex (Mérida, Yucatán, México, 14 de abril de 1987) es un futbolista mexicano, juega como delantero y su actual equipo es el Mons Calpe Yucatán FC de la Tercera División de México es el hermano mayor del también jugador Henry Martín.

## Trayectoria

### F.C Itzaes
Comenzó su carrera en 2007 jugando en el equipo de Tercera División de México de su ciudad de origen el conocido F.C Itzaes 
en donde duraría hasta el 2009 el cual sería vendido al equipo filial de Mérida.

### Primer paso en Venados FC
Permanecería varios años en la escuela de desarrollo de Mérida junto con su hermano Henry Martín, logrando dar el salto al primer equipo debutaría profesionalmente el 15 de enero de 2014, en la Copa MX ante Atlante, para después hacerlo en Ascenso MX unos días después.

### Dorados de Sinaloa
en 2016 se daría su préstamo a 6 meses esta vez llegando a los Dorados de Sinaloa luego de que estos obtuvieran su ascenso a la  Liga MX en donde tendría participación solamente en 15 encuentros anotando solamente 2 goles entre liga y copa en donde terminaría descendiendo con el equipo sinaloense. 

### Regreso a Venados FC
luego del descenso con dorados regresaría de su préstamo en la segunda etapa de 2016 durando esta vez solamente un año en la institución de Mérida estando presente en 35 partidos de la institución anotando solamente 7 goles entre copa y liga.  

### Regreso a Dorados de Sinaloa
Regresaría a la institución de Sinaloa esta vez de nueva cuenta a manera de préstamo esta vez teniendo un paso más desapercibido jugando 11 juegos sin anotar goles en su instancia en el equipo.

### Tercera etapa con Venados FC
en 2018 regresaría a su casa en Mérida en la cual tendría nuevamente un pase fugaz en la cual solamente contaría con 16 partidos anotando solamente 1 gol en su temporada en los astados en esta misma temporada sería reconocido por el equipo al haber cumplido 100 partidos con el equipo de Yucatán.

### Alebrijes de Oaxaca
Para el año 2019 llegaría al equipo de Oaxaca en la cual duraría 1 año en la institución. 

### Faisanes de Yucatán
Regresaría a su ciudad natal pero esta vez no a los venados si no los Faisanes de Yucatán los cuales militaban en la Liga de Balompié Mexicano en la cual nunca llegaría a jugar luego de que el equipo desertara de la liga.

### Halcones de Zapopan
En 2020 probaría suerte en la nueva liga mexicana conocida como la Liga de Balompié Mexicano en la cual duraría solamente 1 año saliendo del equipo luego de la polémica que este sufrió.

### Mons Calpe S.C
Sería contratado por el equipo filial del equipo Mons Calpe FC de Gibraltar que es administrada por empresarios mexicanos de la Tercera División de México en 2021 en la cual milita actualmente.

## Estadísticas
Actualizado al último partido jugado el 9 de marzo de 2020.
| Venados FC · México                                     | 2.ª           | 2014          | 12  | 3  | 4  | 1  | - | - | 16  | 4  |
| Venados FC · México                                     | 2.ª           | 2014-15       | 28  | 3  | 13 | 5  | - | - | 41  | 8  |
| Venados FC · México                                     | 2.ª           | 2015          | 14  | 1  | 6  | 1  | - | - | 20  | 2  |
| Venados FC · México                                     | 2.ª           | 2016-17       | 32  | 5  | 7  | 2  | - | - | 39  | 7  |
| Venados FC · México                                     | 2.ª           | 2018-19       | 16  | 1  | -  | -  | - | - | 16  | 1  |
| Venados FC · México                                     | 2.ª           | 2020          | 6   | 1  | 1  | 0  | - | - | 7   | 1  |
| Venados FC · México                                     | Total club    | Total club    | 108 | 19 | 31 | 9  | 0 | 0 | 139 | 28 |
| Dorados de Sinaloa · México                             | 2.ª           | 2016          | 12  | 1  | 3  | 1  | - | - | 15  | 2  |
| Dorados de Sinaloa · México                             | 2.ª           | 2017-18       | 8   | 0  | 3  | 0  | - | - | 11  | 0  |
| Dorados de Sinaloa · México                             | Total club    | Total club    | 20  | 1  | 6  | 1  | 0 | 0 | 26  | 2  |
| Alebrijes de Oaxaca · México                            | 2.ª           | 2019          | 5   | 0  | 4  | 1  | - | - | 9   | 1  |
| Alebrijes de Oaxaca · México                            | Total club    | Total club    | 5   | 0  | 4  | 1  | 0 | 0 | 9   | 1  |
| Total carrera                                           | Total carrera | Total carrera | 133 | 20 | 41 | 11 | 0 | 0 | 174 | 31 |
| (1)Incluye datos de la Copa México. (2)Incluye datos de |               |               |     |    |    |    |   |   |     |    |

### Títulos nacionales
| Título     | Club      | País   | Año  |
| ---------- | --------- | ------ | ---- |
| Ascenso MX | Alebrijes | México | 2019 |

## Vida privada

### Vida personal
Es el hermano mayor del también futbolista Henry Martín; ambos compartieron equipo de origen, siendo este los venados de Mérida, aunque nunca lograron jugar juntos.   

### Acusación de Violación
durante el año 2021 a través de las redes sociales el periodista Carlos Jiménez se hizo saber la detención de Freddy Martín al cual había sido acusado de violación ya que tenía una orden de aprehensión acusado de violación a una mujer ya que el hombre de 33 años tenía una orden de aprehensión debido a la acusación y reporte de la mujer en la cual fue aprendido el exjugador de venados de medios de la liga de expansión de México.
Ya que en esas fechas la fiscalía de la Ciudad de México informó en un comunicado la detención de Freddy Martín Hermano del jugador del Club América Henry Martín por la participación o probable participación en el delito de violación equiparada agravada ya que según la fiscalía ese suceso se había dado en diciembre del año 2020 justo en las festividades de fiestas decembrinas Freddy fue detenido al sur de la Ciudad de México en las inmediaciones de la colonia Insurgentes Cuicuilco, alcaldía Coyoacán.
Freddy fue introducido en el reclusorio norte donde quedaría a disposición de la autoridad judicial Asimismo, se informó que "se le presume inocente y será tratada como tal en todas las etapas del procedimiento, mientras no se declare su responsabilidad mediante sentencia emitida por el Órgano jurisdiccional, en los términos señalados en el Código Nacional de Procedimientos Penales".
Tiempo después la mujer habló informando que todo había ocurrido el día 24 de diciembre en la casa del futbolista la cual encontraría al futbolista en un fraccionamiento en el sur de la capital donde vive gente de dinero en la cual había once personas, cinco hombres y seis mujeres, entre los cuales estaban Freddy de que en ella no conocía su identidad, Al momento de llegar se percató de que se encontraba ahí el jugador del América el cual estaba recibiendo gente sin cubrebocas lo cual extraño ya que diez días antes había anunciado que tenía COVID al igual que le llamó la atención que estuviera en una fiesta y no estuviera con su familia.
Platican y beben y alrededor de las dos de la madrugada ella se siente cansada y se quiere ir. Su novio le dice que no, que se queden más tiempo. Ella se niega. “No me gusta dormir fuera de casa”, dice. El jugador del América le ofrece una habitación para que su pareja no maneje, ya que había bebido bastante. Ella dice que pueden irse en Uber. El anfitrión insiste, le dice que están en confianza. Mala decisión. Se quedan. Poco después, como a las cuatro de la mañana, ella y su pareja suben a la habitación de huéspedes (“no tenía decoración de nada, no es que alguien durmiera ahí, como un niño”). Hacen el amor, ella cae fulminada 
Durante la madrugada ella comenta “Estoy dormida boca arriba. Entre sueños siento que empiezan a tocar mi cuerpo y yo estoy pensando que es mi pareja. Tengo los ojos cerrados, estoy entre dormida y despierta. “Siento que me toman así, por los muslos, por debajo y me hacen así, me jalan, me penetran. Abro los ojos y no era ‘M’. Entro en shock. Era el que después supe que se llamaba Freddy y que era hermano de Henry. 

Lo empujo y trato de quitármelo de encima. No sabía qué decir. Él forcejeó un poco, pero yo me resistí y lo empujé para quitarlo…” —¿Qué te pasa? —grita la mujer, que es alta y fuerte—. ¿Qué haces? ¿Dónde está ‘M’?

“Él se para y se pone los pantalones y me dice que estoy loca. Yo me tapo con las sábanas, paralizada. No sé qué está pasando. Él se sale de la habitación. Estaba desconcertada, no entendía lo que estaba pasando. Vi la hora, eran las siete y media. Me encierro llorando. Desesperada. No sabía qué hacer. Me pueden matar aquí, pensé. Me empecé a imaginar de todo. Entré en pánico... Estaba super aterrada, supe alterada, llorando…” trata de contactar a su pareja por teléfono mensajeándose y mandándose mensajes de voz.

—Bebé, me vine a hacer unas cosas, regreso en un ratico, espérame. ¿Quién te despertó? Ahí puedes dormir tranquila, no pasa nada… —se escucha la voz de él vía WhatsApp.

Después de todo lo sucedido salió corriendo de la casa descalza a la cual fue auxiliada por los policías de las casetas de vigilancia tiempo después llegaría Henry Martin para tratar de calmar la situación a lo cual la mujer se niega diciéndole que fue abusada por alguien dentro de la casa a lo cual según la mujer Martín se desentendió de la situación  negando y diciendo mentiras sobre la situación de su hermano hasta que le mostró una foto del agresor a lo cual desconcertado puso sus manos en la cabeza a lo cual el futbolista le dijo:   

— “No me hagas esto, soy una figura pública, va a ser un escándalo y yo no tengo nada que ver”

tiempo después la mujer descubrió que el hombre que abuso de ella fue  el hermano de Henry Martín, a lo cual llegó la detención del futbolista de ese entonces sin equipo después de permanecer en Prisión Preventiva fue liberado tiempo después.